# Innenbrand

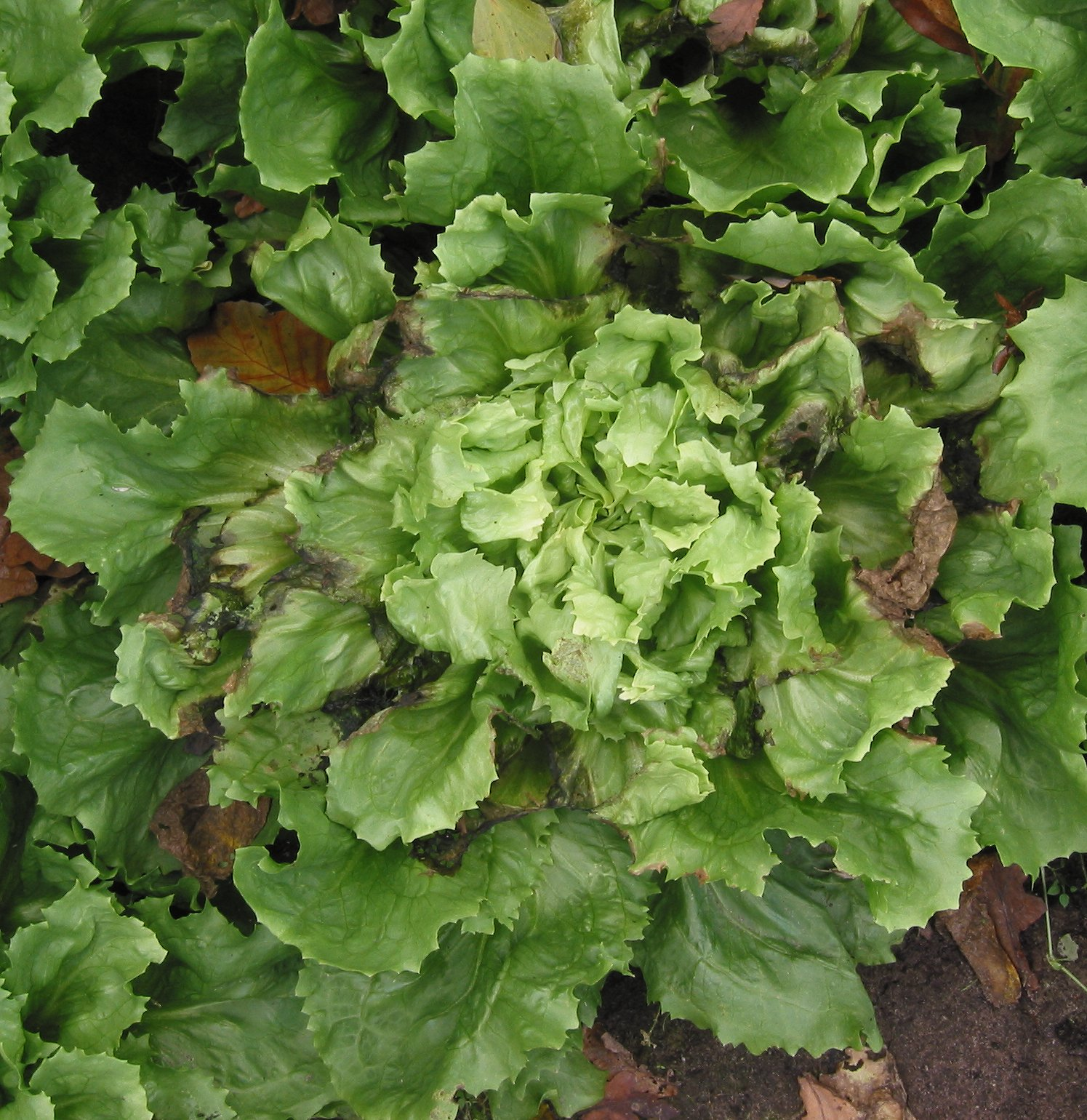
Fortgeschrittener Innenbrand bei Endiviensalat (Cichorium endivia)

Innenbrand oder Randen ist eine physiologische Störung bei Blattsalaten, die zu braunen Zonen an den Blatträndern von jungen Blättern führt. Die braunen Zonen können hierbei nur wenige Millimeter groß sein oder sich auf den ganzen Blattrand ausdehnen. Während der Lagerung kann sich die Braunfärbung auch auf Blattadern oder ganze Blätter ausdehnen. Innenbrand wird durch Calciummangel hervorgerufen. Dieser tritt insbesondere bei hohen Temperaturen (über 28 °C) auf, sowohl im Gewächshaus als auch im Freiland. Hierbei verdunsten die äußeren Blätter deutlich mehr Wasser als die inneren Blätter, was zu einer geringeren Wasser- und damit auch Calciumversorgung der inneren Blätter führt, was Wachstums- und Gewebestörungen zur Folge hat.